# Административно-территориальное деление Сербии в Османской империи

## Предыстория
В 1389 году, после битвы на Косовском поле, Сербия, находившаяся в состоянии раздробленности, оказалась фактически марионеткой Османской Империи, сохранив при этом своих правителей. С 1455 по 1459 года Мехмед II, недовольный вассальным положением Сербии, полностью захватил её и включил в состав Османской Империи в качестве четырёх санджаков (Смедеревский, Вучитрнский, Крушевацкий и Призренский).

## Эялеты и вилайеты
В 1609 году на территории Сербии выделяются следующие эялеты: Темешварский, Буда, Босния, также южная Сербия входила в состав Румелии. Такое положение сохранялось до 1817 года, когда Сербия получила автономию. В 1877 году, южная часть Сербии, всё ещё находившаяся в составе Османской империи, перешла в состав Косовского вилайета.

## Темешварский эялет
Изначально Темешварский эялет делился на 11 санджаков, из которых 2 (Панчевский, Бечкерекский) входят в состав современной Сербии. К 1707 году они были упразднены, и появился Сремский санджак, также часть земель эялета была выделена Смедеревскому санджаку (Белградскому пашалыку).

## Эялет Буда
В состав эялета Буда входила центральная Сербия с такими городами как Белград, Семендире, Изворник и другие.

## Эялет Босния
Западная часть Сербии находилась в составе эялета Босния, позже вилайета Босния.

## Эялет Румелия
Сербские санджаки Вучитрн, Призрен находились в составе эялета Румелия вплоть до его преобразования в эялет Манастир.